# Kuta (gmina Foča)
Kuta (cyr. Кута) – wieś w Bośni i Hercegowinie, w Republice Serbskiej, w gminie Foča. W 2013 roku liczyła 110 mieszkańców.